# Oxathres erotyloides
Oxathres erotyloides là một loài bọ cánh cứng trong họ Cerambycidae.